# Lisztomania
Lisztomania es una película de 1975 escrita y dirigida por Ken Russell. El filme relata, con varias libertades, la vida del compositor húngaro Franz Liszt. Cuenta con las actuaciones de Roger Daltrey (vocalista de The Who), Paul Nicholas, Sara Kestelman, Veronica Quilligan, Fiona Lewis y Andrew Reilly. Otras estrellas hacen apariciones en la película, entre ellos el ex Beatle Ringo Starr, Oliver Reed y Rick Wakeman (de la banda Yes). Wakeman, además, adaptó e interpretó la música de Liszt y Wagner para el filme.

## Argumento
La película retrata a Liszt (Daltrey) como la primera estrella de rock (tiene fanáticos, escándalos y groupies). Comienza cuando, tras un recital, recibe la invitación de la princesa Caroline de San Petersburgo (Kestelman), e inicia una relación con la misma, dejando atrás a su amante Marie d'Agoult y a sus hijos. Una vez que el papa (Starr) impide el nuevo matrimonio, Liszt se convierte en abad, y recibe una misión: exorcizar a su amigo y esposo de su hija Cosima, Richard Wagner (Nicholas).

## Concepto
Russell se propuso personificar el bien y el mal en la música. Liszt representa el bien: un compositor inspirado, solo interesado en su música. Por otro lado, Wagner encarna el mal ya que se lo muestra plagiando la música de Liszt y se lo vincula con el nazismo. 
En este sentido, el filme está más relacionado con la vida de Wagner que con la vida de Liszt, pues en él se muestra el enfrentamiento entre la Iglesia Católica y Wagner (el compositor practicaba su propia religión, y en la película se lo ridiculiza adorando la figura de Superman). En Lisztomania se lo retrata como la génesis del nazismo (al morir rencarna en un zombi nazi), esto se debe a que Wagner era antisemita y a que, años después, Hitler expresaría su admiración por el compositor.

## Ediciones
La banda sonora fue editada ese mismo año con el mismo nombre que la película. Mientras que Wakeman adaptó la música, Russell y Daltrey se encargaron de las letras. 